# Boudouaou
Pour les articles homonymes, voir Boudouaou (homonymie) et Alma.
Ne doit pas être confondu avec Boudouaou El Bahri.
 (octobre 2016).
Si vous disposez d'ouvrages ou d'articles de référence ou si vous connaissez des sites web de qualité traitant du thème abordé ici, merci de compléter l'article en donnant les références utiles à sa vérifiabilité et en les liant à la section « Notes et références ».
Boudouaou (en kabyle: Vudwaw, en arabe:بودواو; Alma pendant la colonisation française) est une commune algérienne de la wilaya de Boumerdès, dans la Daïra de Boudouaou, située à 35 km à l'est d'Alger et à 11 km au sud-ouest de Boumerdès.
La commune, tout d'abord appelée Boudouaou, est ensuite nommée Alma, en l'honneur de la victoire des troupes françaises et anglaises le 20 septembre 1854 sur les Russes, au bord du fleuve Alma en Crimée, et à laquelle les Zouaves avaient puissamment contribué.

## Géographie
| Ouled Heddadj, Forêt de Réghaïa             | Boudouaou El Bahri, Corso | Corso                                |
| Ouled Moussa, Ouled Heddadj, Lac de Réghaïa | Boudouaou                 | Corso, Tidjelabine, Bouzegza Keddara |
| Ouled Moussa                                | El Kharrouba              | Bouzegza Keddara                     |

## Histoire
- Si vous ne connaissez pas le sujet, laissez ce bandeau (vous pouvez alors contacter les auteurs).
- Si vous supprimez le contenu mis en cause (vous pouvez préalablement contacter les auteurs),

argumentez précisément cette suppression dans la page de discussion
(un manque de référence n'est pas un argument ; une recherche réelle de référence doit avoir été effectuée, être formellement documentée).
Après la chute du Dey d'Alger et la fin de la Régence d'Alger, plusieurs tribus kabyles et autres sont agitées par le régime de l'émir Abd el-kader, ce qui aboutit le 30 juin 1837, à la signature du Traité de la Tafna entre le Général Bugeaud et l'émir Abd el-kader, mettant un terme momentané aux hostilités.[pas clair]
C'est à la suite de cet accord que prit naissance l'idée de création d'un centre de colonisation dénommé Boudouaou.
Le territoire algérien fut ainsi partagé : les deux tiers revinrent à l'émir Abd el-kader et le reste permit la colonisation par la France jusqu'à l'oued Keddarra et plus loin.
Il y a eu cependant plusieurs tentatives d'insurrection contre l'occupant français, notamment avec  Mohammed el-Hadj el-Mokrani.
Boudouaou (ex-Alma) et tout ce qui compose cette ville reprit son nom à l'indépendance de l'Algérie.
Le plateau Benadjel de Boudouaou porte ce nom en l'honneur de la plus ancienne tribu de ce lieu. Situé à l'est d'Alger, ce fut la première ville colonisée après la chute du Dey. Boudouaou fut convoitée, connue principalement pour la fertilité de ses terres, son agriculture (notamment pour les terres des fermes et fermages Benadjel), avant la colonisation et pendant l'occupation de la France. Boudouaou (ex-Alma) est ainsi spolié pendant l'époque coloniale et construite pour 2 169 Hectares sur les fermes et fermages Haouchs Benadjel - benadjal, Haouchs Benturkia, Ouled Drahdar et sidi Hallou.
Boudouaou (ex : Alma) fut construite en partie sur 2 169 hectares des Haouchs Benadjel en majorité (gros propriétaire de terres et de fermes agricoles avant la colonisation des terrains du Boudouaou) ainsi que les Haouchs Benturkia, Ouled Drahdar et sidi Hallou, également connus pour leur culture des champs de tabac et la création de la Tabacop de Kabylie. Cette dernière fut créée pendant l'occupation à Boudouaou en 1920 (aujourd’hui devenue en 1926 la SEITA en France).
Avec l'arrivée des colonisateurs et du projet de colonisation sur la majorité des terres, des tribus présentent Benturkia, une ex-tribu autochtone ottomane, et Benadjel, qui sont les plus anciennes tribus arabes de Boudouaou et d'Algérie.[pas clair]
Boudouaou fut le 1er projet de colonisation après la chute du Dey et la première ville colonisée avec Réghaïa et Corso. Néanmoins, la construction de la route jusqu'à Boudouaou fut nécessaire à son exploitation.
De nombreux actes de rébellion des populations contre les colons ont causé leur expulsion ou leur rattachement à d'autres tribus ou régions proches.
L'ensemble des terres furent ainsi réquisitionnées mais laissées inoccupées jusqu'à nos jours. 
Le 9 novembre 1854, un plan des terrains de Boudouaou fut établi par les services topographiques de la préfecture d'Alger, sur le territoire des Haouchs Benadjel, Ben Turkia, Ouled Drahdar et Sidi Hallou, d'une contenance de 1 042 Hectares. Le 21 mai 1856, la préfecture d'Alger émet le certificat de domanialité, qui fait état d'une contenance totale des terrains disponibles après transaction de force avec les indigènes ou tribu arabes (nom donné par les colonisateurs envers des populations) de 1 127 hectares, soit une surface totale de 2 169 hectares spoliés dès le début de la colonisation, au détriment des tribus présentes à Boudouaou. L'emplacement et le périmètre du village firent l'objet de plusieurs projets de 1850 à 1855 : le projet de l'ingénieur des ponts et chaussées Hardy en date du 21 août 1855 fut retenu par exemple.
Un ancien décret impérial donnait au centre (appelé jusque-là Boudouaou) le nom de l'Alma en l'honneur la victoire des troupes françaises et britanniques le 20 septembre 1854 sur les Russes au bord du fleuve de l’Alma en Crimée et à laquelle les troupes algériennes, appelées les zouaves, avaient puissamment contribué et sans lesquelles la victoire n'aurait pas été possible sur les Russes.
En effet, le premier centre de population du projet de colonisation a été construit il y a deux siècles à Boudouaou (ex-ALMA) sur ces terrains de moyenne altitude que forme l'actuelle Basse Kabylie arabo-musulmane dont la ville de Boumerdès est l'actuel chef-lieu.
La ville Boudouaou était connue à l'époque de la colonisation française sous le nom de L'Alma, en souvenir de la bataille de l'Alma de la guerre de Crimée. Ce fut d’ailleurs du camp militaire de Kara Mustapha (situé au bord de l’Oued Boudouaou) que naîtra véritablement le premier centre de peuplement de la région, qui prendra le nom de l’Alma (après la victoire des troupes franco-anglaises sur les Russes pendant la guerre de Crimée, sur le fleuve Alma en 1854). Ce camp, qui n'était alors qu'un poste, fut attaqué par les troupes arabes le 26 mai 1837, où s'illustra le 2e régiment d'infanterie légère
Du 18 au 20 septembre 1840, 380 chevaux du 1er régiment de chasseurs d'Afrique prennent part à une expédition dirigée contre les troupes de Ben-Salem, sur les rives de ²-Boudouaou. Lors du combat du 19 septembre 1840, le 1er régiment de chasseurs passe rapidement la rivière de Boudouaou, aborde vigoureusement la cavalerie arabe, qui est ainsi coupée en deux et dispersée complètement par le 1er escadron. Le bilan de ce combat est de 120 morts.
Un décret du 25 juillet 1856 crée le village de L'Alma. Il s'agit d'un centre de population de 72 feux,, auquel est affecté un territoire agricole de 1 127,72 ares. Un décret du 22 août 1861 érige le village en commune de plein exercice. Celle-ci couvre (outre L'Alma qui en est le chef-lieu) les villages de Réghaïa, de Saint-Pierre et de Saint-Paul (auj. Ouled Moussa) ainsi que la ferme du Corso. L'Alma compte alors un camp militaire, un village, des fermes et de vastes territoires fréquentés par des bêtes sauvages, telles que les hyènes, panthères et chacals. Ces territoires servaient de terrains de chasse et de pâturages pour les nomades. Un arrêté préfectoral du 14 septembre 1870 détache de L'Alma la section de Réghaïa, d'une part, et celle de Saint-Pierre et de Saint-Paul, d'autre part ; cet arrêté  les érige ainsi en communes. En 1957, elle devient le siège d'une section administrative spécialisée.
Boudouaou est une ville côtière située dans la wilaya de Boumerdès à seulement 10 km de celle-ci.

## Population
La population de Boudouaou n'a cessé de croître depuis la création de cette commune.
|     | Année du recensement | Algériens | Européens | Population totale |
| 1er | 1861                 | 41        | 353       | 394               |
| 2e  | 1884                 |           |           | 618               |
| 3e  | 1930                 | 6 084     | 1 166     | 7 250             |
| 4e  | 1948                 | 8 755     | 1 190     | 9 945             |
| 5e  | 1956                 | 9 005     | 1 732     | 10 737            |
| 6e  | 1961                 | 10 376    | 960       | 11 336            |
| 7e  | 2008                 |           |           | 71 238            |

## Maires de Boudouaou

### Maires de Boudouaou de 1862 à 1962
|                 | Chef-lieu                   | Chef-lieu                                    | Annexe 1                    | Annexe 2         | Annexe 3         |                  |
| Nom de la ville | Fondouk (Khemis El Khechna) | Fondouk (Khemis El Khechna)                  | Fondouk (Khemis El Khechna) | Alma (Boudouaou) | Réghaïa          | Corso            |
| Membre          |                             | Pierre Marty                                 | Martin Gondran              |                  |                  | Panchioni        |
| Fonction        | Maire                       | Adjoint de chef-lieu (Officier d'état civil) | Secrétaire                  | Adjoint d'annexe | Adjoint d'annexe | Adjoint d'annexe |

Liste des maires de Boudouaou avant l'indépendance de l'Algérie le 05 juillet 1962:
|     | Prénoms et Noms                                                                                  | Début du Mandat  | Fin du Mandat   |
| 1er | Michel Victor Gilles                                                                             | 1862             | 1867            |
| 2e  | Baron Étienne de Schoenen                                                                        | 1867             | 1873            |
| 3e  | Martin Gondran                                                                                   | 22 novembre 1874 | 1883            |
| 4e  | Daniel Wagner (Membre laïque du consistoire provincial d'Alger, culte protestant))               | 1883             | 1er mai 1892    |
| 5e  | Maurice Trémaux                                                                                  | 1er mai 1892     | 1896            |
| 6e  | Frédéric Monnin                                                                                  | 1896             | 1904            |
| 7e  | Alfred Fubert                                                                                    | 1904             | 1908            |
| 8e  | Auguste Sauvin                                                                                   | 1908             | 1909            |
| 9e  | Fernand Ancey                                                                                    | 1910             | 1912            |
| 10e | Louis Gonthier (En 1915 - 1916, maire et adjoint sont mobilisés. Adjoint délégué : Jules Kleber) | 1912             | 1920            |
| 11e | Edouard Purtschet (Henri Pignodel (mai - juillet 1941)                                           | 1920             | 1941            |
| 12e | Léon Scherne                                                                                     | 1941             | 1943            |
| 13e | Pierre Goubet                                                                                    | 1943             | 1947            |
| 14e | Léon Scherne                                                                                     | 1947             | 1958            |
| 15e | Émile Constant                                                                                   | 1958             | 1962            |
| 16e | Roland Solbes (Délégué avec Zeboudj et Garrigos (l'ALMA-MARINE)                                  | 01 janvier 1962  | 03 juillet 1962 |

### Maires de Boudouaou après 1962
Liste des maires de Boudouaou après l'indépendance de l'Algérie le 5 juillet 1962 :
|                                | Prénom et nom | Début du Mandat     | Fin du Mandat       |
| Référendum d'autodétermination | | 19 mars 1962        | 06 août 1962        |
| Délégation communale spéciale  | | 06 août 1962        | 20 septembre 1962   |
| 1er                            | Zerabib Dahmane_Tamchichat Brahim. délégation spéciale de la commune de l'Alma après l'indépendance de l'Algérie.                                                                                     | 20 septembre 1962   | 16 mai 1963         |
| 2e                             | Abai Omar jusqu'au 5 février 1967 (date de la première élection municipale en Algérie). | 16 mai 1963         | 05 février 1967     |
| 3e                             | Mahsas Saad Abdenour (premier président de l'Assemblée populaire communale de Boudouaou département d'Alger).                                                                                         | 05 février 1967     | 02 juillet 1974     |
| 4e                             | Mahsas Saad Abdenour | 02 juillet 1974     | 25 février 1977     |
| 5e                             | Belkadi Mohamed (puis remplacé par Kara M'hamed). | 25 février 1977     | 05 mars 1982        |
| 6e                             | Ghaimi Mustapha | 05 mars 1982        | 26 février 1987     |
| 7e                             | Ghaimi Mustapha | 26 février 1987     | 12 juin 1990        |
| 8e                             | Foudad Lounès (remplacé par BELKACEMI mohamed) maire de la première élection pluralisme en Algérie d'appartenance politique FRONT ISLAMIQUE DE SALUT (F.I.S.) actuellement dissous.                   | 12 juin 1990        | 29 mars 1992        |
| 9e                             | Amrioui Farouk, président d'exécutif communal (DEC) après la suspension des élections législatives de décembre 1991.                                                                                  | 29 mars 1992        | Fin de l'année 1994 |
| 10e                            | Benchouk Boualem, président d'exécutive communale (DEC). | Fin de l'année 1994 | Fin de l'année 1996 |
| 11e                            | Kebir Abderrahmane, président d'exécutive communale | Fin de l'année 1996 | 23 octobre 1997     |
| 12e                            | Kebir Abderrahmane jusqu’à novembre 2000 et remplacé par Slandji Mohamed (premier mandat après la reprise des élections des assemblées populaires communales après leurs suspension en janvier 1992). | 23 octobre 1997     | 10 octobre 2002     |
| 13e                            | Mahsas Yahia | 10 octobre 2002     | 29 novembre 2007    |
| 14e                            | Mahsas Yahia | 29 novembre 2007    | 29 novembre 2012    |
| 15e                            | Mekki Hamoud (dit Farid). | 29 novembre 2012    | 2017                |

Medagh Madani 30 novembre 2017 
30 mars 2020 suspendu à cause d'une poursuite judiciaire et remplacé par son adjoint Larbi Allel.
Nadji Sadek 23 novembre 2021

## Personnalités liées à la commune
- Rachid Mimouni, écrivain algérien né à Boudouaou en 1945[11].
- Aomar Berour conseiller municipal actif des deux (2) mandats 1984/1990 et mandat 1997/2002.
- Ahmed Mahsas, militant nationaliste et homme politique algérien, né à Boudouaou le 17 novembre 1923.